# Frons (Insekt)

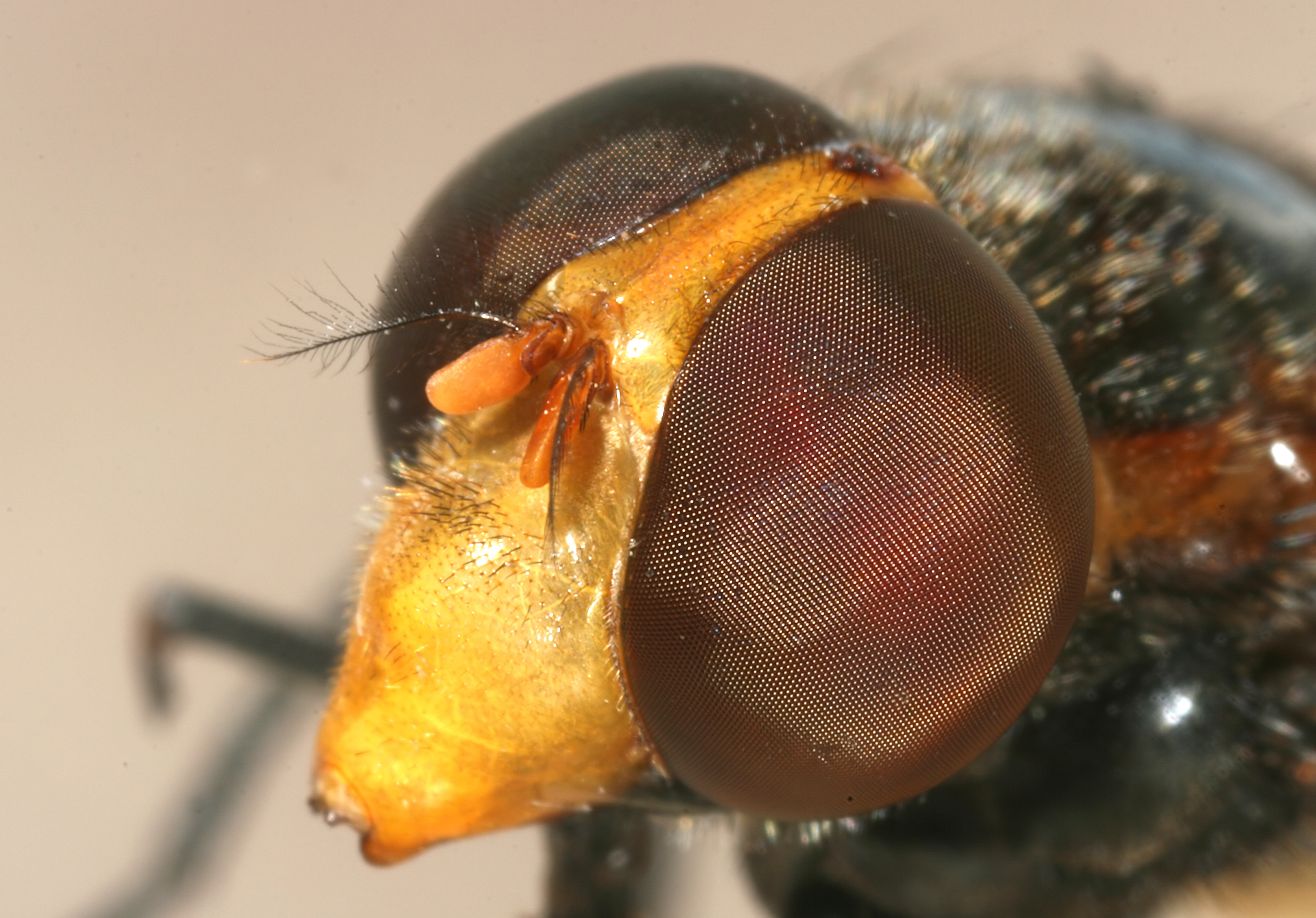
Stirnpartie der Gemeinen Waldschwebfliege (Volucella pellucens) in fünffacher Vergrößerung.

Die Frons (lateinisch für „Stirn“) bezeichnet bei den Insekten die Stirnregion bzw. Stirnfläche der Kopfkapsel zwischen den Augen zwischen den beiden Vertexbereichen (Scheitel). Sie wird unabhängig von Kopfnähten wie der Coronalnaht bezeichnet, die sich häufig an der Stirnfläche in zwei Äste aufteilt (Frontalnähte) und das dreieckige Stirnapotom einschließen. Dieses kann auch die Basis der Antenne und die Stirnaugen umfassen oder das Facettenauge durchschneiden, meistens umfasst es jedoch nur das zentrale Stirnauge.

## Belege
1. ↑  
Frons. In: Herder-Lexikon der Biologie. Spektrum Akademischer Verlag, Heidelberg 2003, ISBN 3-8274-0354-5.
2. ↑  
Gerhard Seifert: Entomologisches Praktikum. Georg Thieme Verlag, Stuttgart 1975, ISBN 3-13-455002-4, S. 252.